# Myōhon-ji

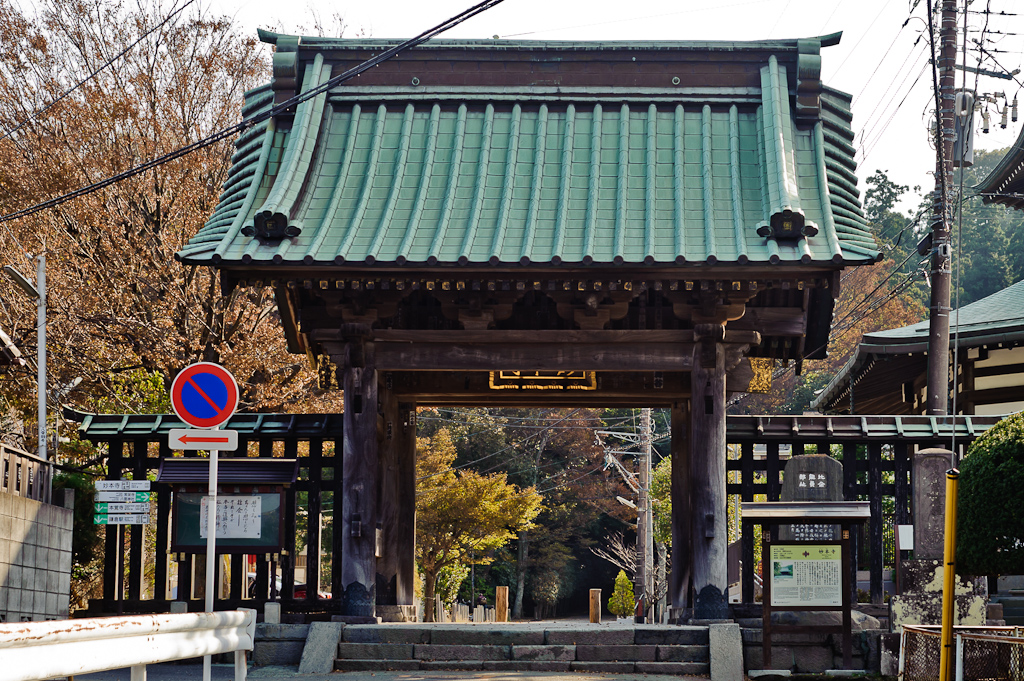
Tor zum Myōhon-ji

Der Myōhon-ji (jap. 妙本寺, mit dem Bergnamen Chōkō-zan 長興山) ist mit seiner Gründung im Jahr 1260 einer der ältesten Tempel des Nichiren-Buddhismus in Kamakura.

## Geschichte
Der Gründer des Tempels, Hiki Yoshimoto, war im Kindesalter der einzig Überlebende einer Auseinandersetzung zwischen seinem Vater Hiki Yoshikazu und Hōjō Tokimasa. Yoshimoto floh nach Kyoto, wo er den buddhistischen Gelehrten Nichiren begegnete und dessen Schüler wurde. Im Verlauf seines Lebens kehrte Hiki Yoshimoto nach Kamakura zurück. Um den Seelen seiner Vorfahren Frieden zu geben, gründete er auf dem Land der Familie den Myōhon-ji.